# Gmina Kisielice
Die Gmina Kisielice [kʲiɕɛˈlʲit͡sɛ] ist eine Stadt-und-Land-Gemeinde im Powiat Iławski der Woiwodschaft Ermland-Masuren in Polen. Ihr Sitz ist die gleichnamige Stadt (deutsch Freystadt in Westpreußen) mit etwa 2100 Einwohnern.

## Geographie

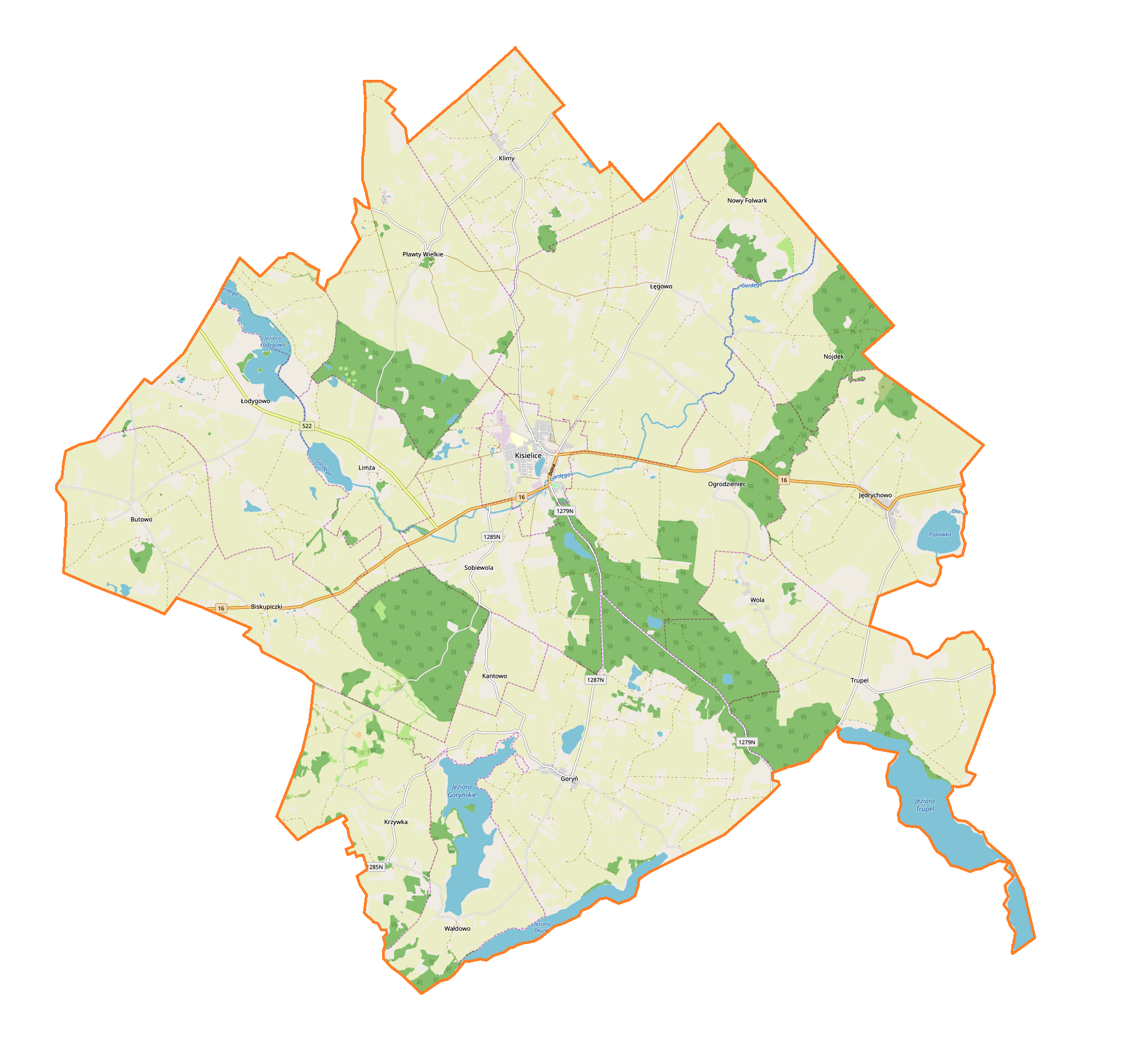
Karte der Gemeinde

Die Gemeinde liegt im Westen der Woiwodschaft. Ihre Westspitze ist das Dreiländereck mit den Woiwodschaften Pommern und Kujawien-Pommern. Kwidzyn (Marienwerder) liegt etwa 20 Kilometer nordwestlich, Grudziądz (Graudenz) 30 Kilometer südwestlich und die Kreisstadt Iława (Deutsch Eylau) acht Kilometer östlich. Nachbargemeinden sind Susz im Norden, Iława im Osten, Biskupiec im Süden, Łasin im Südwesten, Gardeja im Westen und Prabuty im Nordwesten.
Auf dem Gebiet gibt es eine Reihe von Seen, von denen die vier größten eine Fläche von 85 bis 300 Hektar haben. Der Fluss Gardęga (Gardenga), ein Nebenfluss der Osa (Ossa) fließt durch den Hauptort der Gemeinde. Diese hat eine Fläche von 172,8 km², die zu 72 Prozent land- und zu 12 Prozent forstwirtschaftlich genutzt werden.

## Geschichte
Die Landgemeinde wurde 1973 wieder gegründet, nachdem sie von 1954 bis 1972 in Gromadas aufgeteilt wurde. In den Jahren von 1959 bis 1975 gehörte ihr Gebiet zum Powiat Iławski, der 1975 aufgelöst wurde. Es gehörte von 1946 bis 1975 zur Woiwodschaft Olsztyn und anschließend bis 1998 zur Woiwodschaft Elbląg. Die Stadtrechte wurden 1986 wieder erteilt. Stadt- und Landgemeinde wurden 1990/1991 zur Stadt-und-Land-Gemeinde vereinigt. Zum 1. Januar 1999 kam die Gemeinde wieder zum Powiat Iławski und zur Woiwodschaft Ermland-Masuren, die neu gebildet wurde und in etwa dem polnischen Teil der ehemaligen Provinz Ostpreußen entspricht.

## Gliederung
Zur Stadt-und-Land-Gemeinde Kisielice gehören die Stadt selbst und 15 Dörfer (deutsche Namen, amtlich bis 1945) mit einem Schulzenamt:
- Biskupiczki (Bischdorf)
- Butowo (Bauthen)
- Goryń (Guhringen)
- Jędrychowo (Heinrichau)
- Kantowo (Kanters Hof)
- Klimy (Harnau)
- Krzywka (Krzywken, 1892–1945 Niedereichen)
- Limża (Limbsee)
- Łęgowo (Langenau)
- Łodygowo ((Groß) Ludwigsdorf)
- Ogrodzieniec (Neudeck/Gut Neudeck)
- Pławty Wielkie (Groß Plauth)
- Sobiewola (Sobiewolla, 1913–1945 Eigenwill)
- Trupel (Traupel)
- Wola (Wolla, 193?–1945 Willenfeld)

Kleinere Ortschaften und Weiler sind:
- Galinowo (Gallnau)
- Łęgowo (osada)
- Nojdek (Neudeck)
- Nowy Folwark (Neuvorwerk)
- Stary Folwark (Altvorwerk)
- Wałdowo (Waldau B).

## Verkehr
Die Landesstraße DK16 durchzieht die Gemeinde von West nach Ost. Sie verläuft von Grudziądz (Graudenz) nach Olsztyn (Allenstein). Die Woiwodschaftsstraße DW522 zweigt nach Norden ab und führt über Prabuty (Riesenburg) in den Powiat Sztumski.
Der nächste internationale Flughafen ist Danzig.
Der Bahnverkehr wurde in den Jahren 1945 bis 1992 eingestellt.

## Persönlichkeiten
- Hans von Reibnitz (1854–1931), Majoratsbesitzer und Politiker
- Paul von Hindenburg (1847–1934), Generalfeldmarschall und Reichspräsident; gestorben auf Gut Neudeck
- Horst von Rosenberg-Gruszczynski (1855–1923), preußischer Generalleutnant; geboren in Gallnau.